# Volkswagen New Beetle

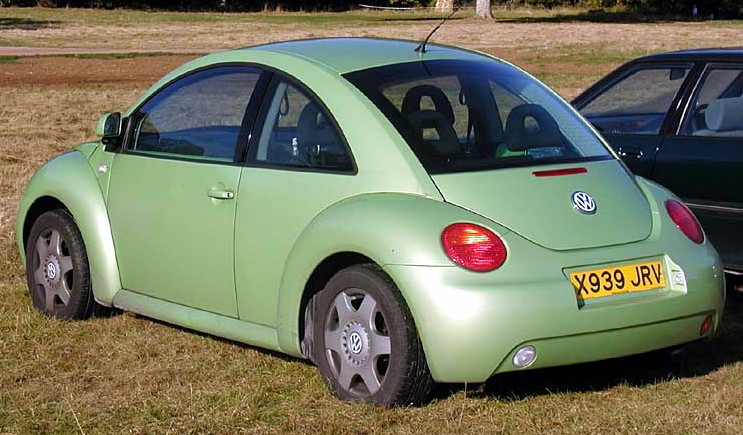
2000 Volkswagen New Beetle

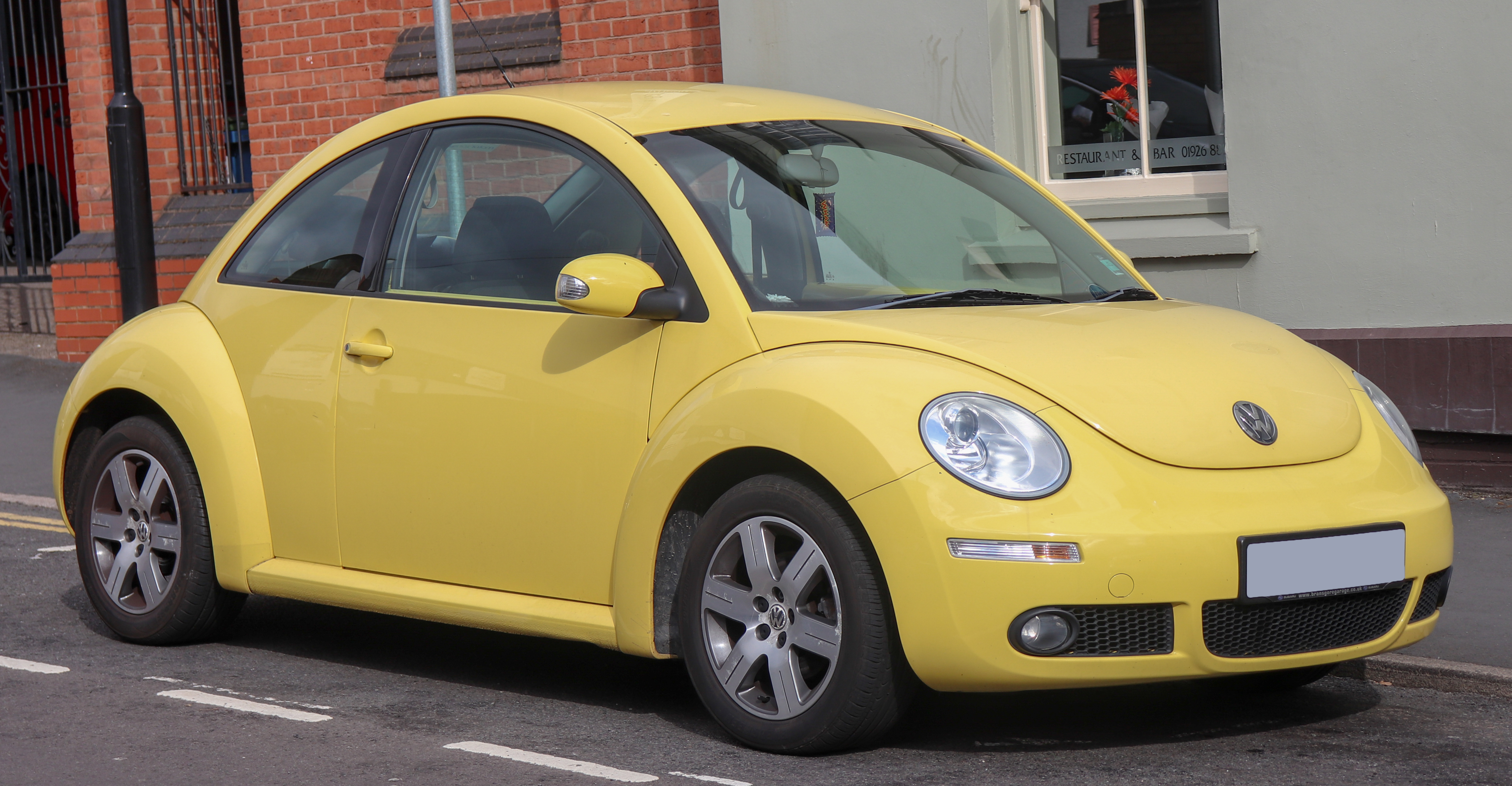
Volkswagen New Beetle Facelift

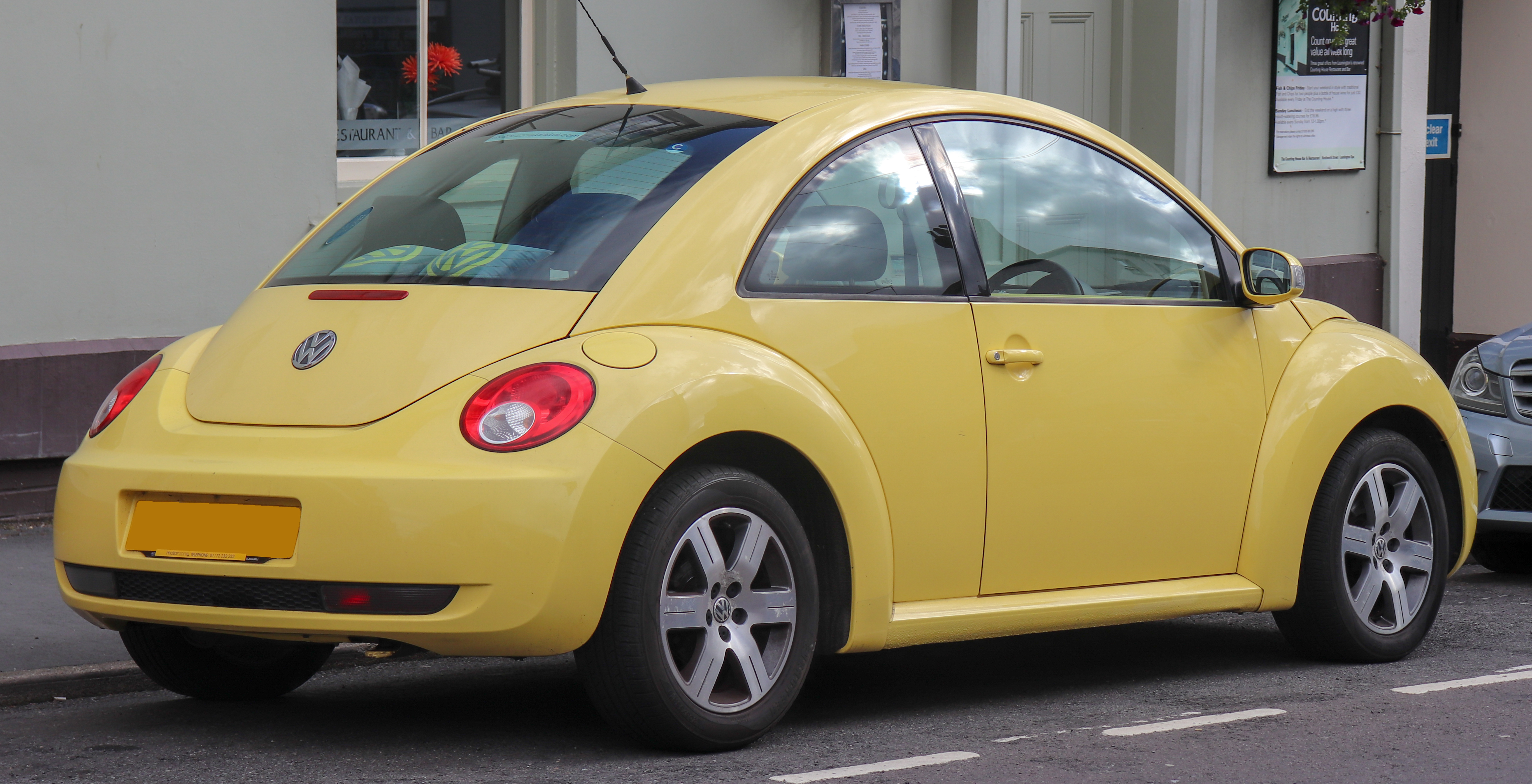
Volkswagen New Beetle Facelift

Volkswagen New Beetle är en småbil tillverkad Volkswagen, introducerad år 1997, baserad på den gamla Volkswagen Typ 1. Produktionen startade 1998 i Mexiko. Beetle var ursprungligen en designstudie, som var baserad på Volkswagen Golfs bottenplatta.
Produktionsmodellen blev en retrobil med utseende inspirerat av Typ 1 men med motorn fram och framhjulsdrift med teknik från Volkswagen Golf. Karossen hade två dörrar och fanns även som cabriolet. Jämfört med originalet var New Beetle mycket större och hade mer uppumpad form på karossen. 
Med pris i nivå med en Golf och sämre utrymmen kom den framförallt att tilltala kunder som ville identifiera sig med den gamla ”bubblan”. I USA fanns dessa köpare i de intellektuella och konstnärliga kretsarna, där många hade egna minnen av Volkswagen Typ 1 som en billig bruksbil med egen karaktär. I Europa var efterfrågan inte lika stor, så bilen blev ingen större succé.
År 2011 ersattes New Beetle av en ny modell kallad Volkswagen Beetle (A5).

## Versioner

### New Beetle
- Typnummer 1C1
  - Årsmodeller 1999-2002 (Bilar för Mexiko/USA/Nordamerika)
- Typnummer 9C1
  - Årsmodeller 2000-2002 (Resten av världen)
- Typnummer 1C1
  - Årsmodeller 2003- (Alla marknader från årsmodell 2003)

### New Beetle Cabriolet
- Typnummer 1Y7
  - Årsmodeller 2003-

### New Beetle Dune
Volkswagen visade en Beetlestudie på Los Angeles Auto Show i januari 2000. Bilen har höjd markfrigång och kraftiga 18-tumshjul och anknyter till den populära Beach Buggy-trenden som bubblan skapade på 60-talet. Utrustad med 2,3-liters V5-motor på 150 hk, sexväxlad växellåda, höjdinställbar luftfjädring i tre nivåer samt 4Motion fyrhjulsdrift från svenska Haldex blir Beetle Dune 2000-talets högteknologiska Beach Buggy. Ett avtagbart tak ger den speciella open air-känslan. Kylargrillen fram har utformats för att skydda undersidan och fungerar också som stötfångare. Ett liknande skydd sitter bak. Beetle Dune utrustas med 18-tums aluminiumhjul med specialdäck i dimensionen 235/60 R18. Det flexibla bagageutrymmet är aluminiumbeklätt.

### New Beetle Ragster
New Beetle Ragster är en variant av New Beetle. Den visades vid North American International Auto Show Detroit 2005, 15 till den 23 januari. Namnet härleds från Ragtop + Speedster = Ragster. Bilen har sänkt tak med 150 millimeter. A-stolparna kapades med 9 centimeter och taket ersatt med en U-formad ram för att fästa tygtaket. Även skärmar, stötfångare, strålkastare och bakljus har ny form. Modellen är försedd med 19 tums fälgar. Bilens säten är av racingmodell. De två knapparna på ratten är den högra till starten och den vänstra till taket. Tänkbara motoralternativ är en kraftig TDI, eller en bensinmotor med okänd styrka.

## Motoralternativ
| Modell     | Årsmodell | Motor                   | Cylindervolym | Effekt       | Vridmoment   | Bränslesystem             |
| ---------- | --------- | ----------------------- | ------------- | ------------ | ------------ | ------------------------- |
| 1.4        | 2002-     | 4-cyl radmotor DOHC 16V | 1390 cm³      | 75 hk        | 126 Nm       | Bränsleinsprutning        |
| 1.6        | 2000-     | 4-cyl radmotor SOHC 8V  | 1595 cm³      | 100/102*¹ hk | 145/148*¹ Nm | Bränsleinsprutning        |
| 1.8 T      | 2000-     | 4-cyl radmotor DOHC 20V | 1781 cm³      | 150 hk       | 220 Nm       | Bränsleinsprutning, turbo |
| 2.0        | 1999-     | 4-cyl radmotor SOHC 8V  | 1984 cm³      | 115 hk       | 170/172*² Nm | Bränsleinsprutning        |
| 2.3 V5     | 2001-2005 | VR5-motor DOHC 20V      | 2324 cm³      | 170 hk       | 220 Nm       | Bränsleinsprutning        |
| 2.5*³      | 2006-     | 5-cyl radmotor DOHC 20V | 2480 cm³      | 150 hk       | 228 Nm       | Bränsleinsprutning        |
| 3.2 RSi    | 2001-2003 | VR6-motor DOHC 24V      | 3189 cm³      | 224 hk       | 320 Nm       | Bränsleinsprutning        |
| 1.9 TDI    | 1999-2005 | 4-cyl radmotor SOHC 8V  | 1896 cm³      | 90 hk        | 210 Nm       | Turbodiesel               |
| 1.9 TDI PD | 2001-     | 4-cyl radmotor SOHC 8V  | 1896 cm³      | 100/105*4 hk | 240 Nm       | Turbodiesel               |

- ¹ Från årsmodell 2001.
- ² Från årsmodell 2002.
- ³ Endast för USA.
- 4 Från årsmodell 2006.